# Ash-Shalātīn
Ash-Shalātīn es un distrito de la gobernación de Mar Rojo, Egipto. En julio de 2017 tenía una población estimada de 12 484 habitantes.
Se encuentra ubicado al sureste del país, entre el río Nilo, al oeste, y el mar Rojo, al este.